# Hedwigia cirrhifolia
Hedwigia cirrhifolia là một loài Rêu trong họ Hedwigiaceae. Loài này được (Mitt.) Mitt. mô tả khoa học đầu tiên năm 1869.